# 蕭馥春
蕭馥春（?—?），贵州都勻人，清朝政治人物，同進士出身。
乾隆三十一年（1766年）丙戌科進士，三甲一百八名，后官直隸正定同知。